# ماريوس مولر
ماريوس مولر (بالألمانية: Marius Müller)‏ (5 أكتوبر 1990 هيبنهايم ألمانيا - ) هو لاعب كرة قدم ألماني يلعب كلاعب وسط.

## روابط خارجية
- ماريوس مولر على موقع قاعدة بيانات كرة القدم.إي يو (الإنجليزية)
- ماريوس مولر على موقع بيانات كرة القدم. دي إي (الألمانية)
- ماريوس مولر على موقع عالم كرة القدم.نت (الإنجليزية)